# Claudia Wiechmann
Claudia Wiechmann (* 13. September 1955 in Zschornewitz) ist eine deutsche Politikerin.

## Leben
Wiechmann ist Tochter des Politikers Rudi Wiechmann. Nach dem Abitur studierte sie 1974/75 an der Kunsthochschule Berlin-Weißensee. Im Abendstudium absolvierte sie eine Ausbildung zur Ingenieurökonomin und war daraufhin beim Post- und Fernmeldeamt in Dessau als Abteilungsleiterin tätig. Anfang der 1990er arbeitete sie bei der Volksfürsorge im Außendienst. Später war sie bis zu ihrem Einzug in den Landtag als selbstständige Floristin tätig. Wiechmann ist verheiratet und hat zwei Kinder.

## Politik
1988/89 war Wiechmann Mitglied der SED. Nach der Deutschen Wiedervereinigung wurde sie Mitglied der DVU, für die sie 1998 in den Landtag von Sachsen-Anhalt einzog. Ende 1999 wurde sie dort Fraktionsvorsitzende. Nach einem heftigen Streit mit der Bundespartei benannte sich ein Teil der Landtagsfraktion in Freiheitliche Deutsche Volkspartei (FDVP) um, die gleichnamige Partei wurde im Juni 2000 gegründet, deren Bundesvorsitzende sie auch war. Dem Landtag gehörte sie noch bis 2002 an. Im Oktober 2003 ging die FDVP in der DP auf. Von 2003 bis 2005 war Wiechmann stellvertretende Bundesvorsitzende der DP, von 2005 bis 2007 war sie dort Bundesvorsitzende. Ihr 2007 verstorbener Vater Rudi Wiechmann war von 1998 bis 2002 ebenfalls Mitglied des Landtags von Sachsen-Anhalt. Bei der Europawahl 2004 trat sie auf Platz zwei der DP-Bundesliste an.